# Pursuit to Algiers
Pursuit to Algiers (br Desforra em Argel) é um filme americano de 1945 do gênero aventura dirigido por Roy William Neill. É mais um caso do detetive Sherlock Holmes, da série de cinema com o ator Basil Rathbone interpretando o famoso detetive. Roteiro de Leonard Lee, baseado em história de Arthur Conan Doyle. Foi o 12º filme da dupla de atores Rathbone-Bruce que interpretou Sherlock Holmes e Doutor Watson.

## Elenco
- Basil Rathbone… Sherlock Holmes
- Nigel Bruce… Dr. John H. Watson
- Marjorie Riordan… Sheila Woodbury
- Rosalind Ivan… Agatha Dunham
- Morton Lowry… Sanford aka Prince Nikolas - Ship's Steward
- Leslie Vincent… Nikolas Watson
- Martin Kosleck… Mirko
- Rex Evans… Gregor
- John Abbott… Jodri
- Gerald Hamer… Kingston
- William 'Wee Willie' Davis… Gubec (as Wee Willie Davis)
- Frederick Worlock… Prime Minister

## Sinopse
Em Sherlock Holmes - Desforra em Argel, o medo e o terror se misturam com a névoa em cada canto do porto. Sherlock Holmes, o mestre da investigação, e seu fiel assistente Dr. Watson, estão apreensivos para embarcarem no transatlântico. Deverão escoltar e proteger o menino Nikolas, que será o futuro Rei de Argel, pois seu pai, o Rei, foi assassinado. A bordo, disfarçam Nikolas como sobrinho de Watson, mas tudo se torna mais perigoso quando percebem que os assassinos estão no navio, tentando seqüestrar o jovem monarca para tomarem o trono